# Сатту
Сатту — це різновид борошна, яке в основному використовується в Непалі, Тибеті, Пакистані та Індії. Воно складається із суміші смажених мелених бобових і злаків. Сухий порошок готують різними способами як основний або допоміжний інгредієнт страв. Сатту використовується у вегетаріанській кухні, оскільки може бути джерелом білка.

## Етимологія
Пенджабі, урду, гінді та бенгальське слово Sattu походить від санскритського слова Saktu, що означає грубо помелене підсмажене ячмінне борошно. Згадки про Сатту (Сакту) можна знайти в усій аюрведичній літературі, такій як «Чарака-самхіта», «Аштанга Хрдая» та «Сушрута Самхіта».

## Історія

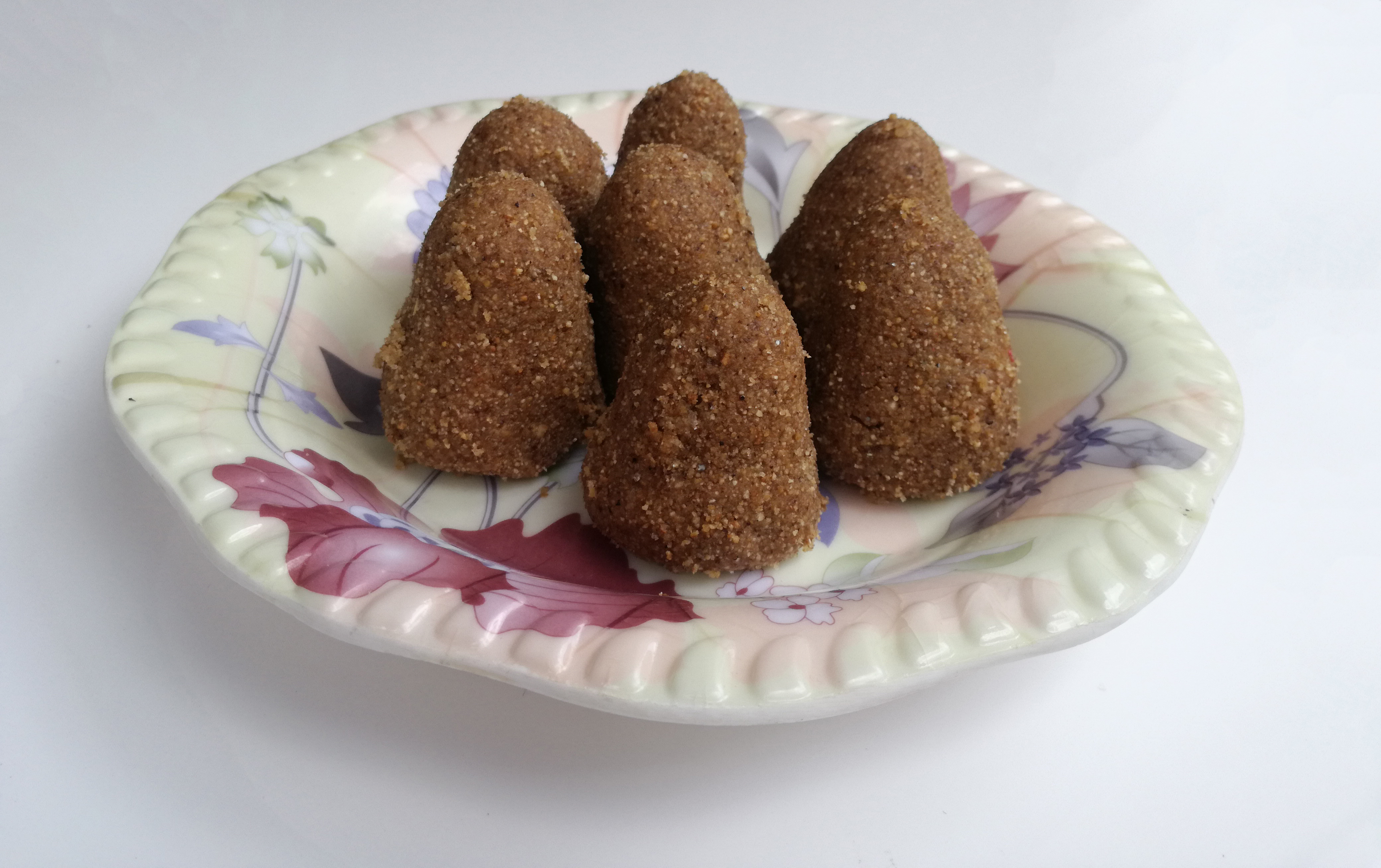
Сатту приготовлені до фестивалю Тідж у регіоні Тарпаркар Сінд, Пакистан

Походження Сатту — регіон Маґадга в Біхарі. Процес приготування сатту є стародавнім і популярним у великій частині Північної та Східної Індії, зокрема в Біхарі та його сусідніх штатах Уттар-Прадеш, Джхаркханд і Східна Бенгалія (нині Бангладеш). Сатту також відоме у Телангані, яке готується як прасад або ніведьям для Батукамми. У Магаді є один напій від сатту під назвою «Сатту Гхол».

## Використання

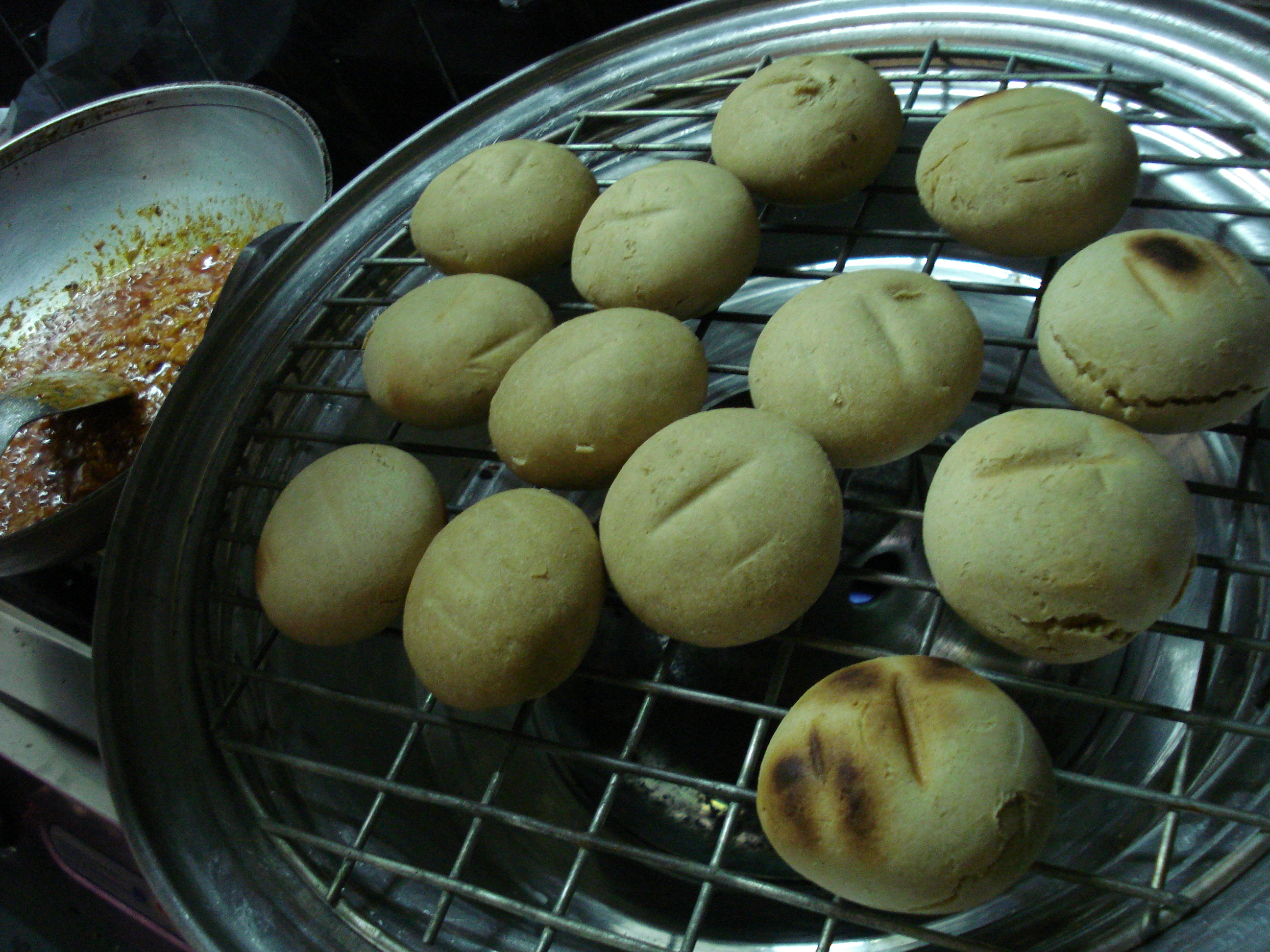
Сатту є основним інгредієнтом літті.

Сатту різною мірою використовується в регіональній кухні. У Біхарі, Уттар-Прадеш, Уттаракханд, Пенджаб і Делі сатту широко використовується в різних стравах. У Біхарі його зазвичай подають холодним як пікантний напій під час сильної спеки влітку або як кашу чи м'яке тісто. Солодкі страви поєднують сатту із шматочками фруктів, цукром і молоком. У солоних стравах сатту можна приправити зеленим перцем чилі, лимонним соком і сіллю. Це популярна начинка в паратхах. У Біхарі сатту готують із підсмаженого грамового борошна, а також підсмаженого ячменю або їх суміші. Сатту, змішане з невеликою кількістю гірчичного масла та деякими спеціями, використовується як начинка в традиційному біхарському літті.
У Пенджабі його використовують як холодний напій для пом'якшення наслідків спеки та зневоднення. Це також популярний традиційний літній напій у пакистанському регіоні Пенджаб. Традиційним способом є змішування його з водою та shakker (панджабі) (урду) (гінді) (нефрит). Зазвичай його подають холодним. У Пенджабі сатту часто є сумішшю підсмаженого меленого ячменю.
В Одіші це популярний сніданок, який також називають chhatua. Хоча існує багато різних способів приготування chhatua, також відомого як сатту. Його зазвичай змішують зі стиглими бананами, сиром (chenna), йогуртом або молоком.
Сатту з меленого ячменю також можна змішати з сіллю та куркумою та скачати в кульки. Як альтернативу, також використовують зерна проса і кукурудзи.

## Інгредієнти
Сатту готують шляхом сухого обсмажування зерен або грамів, найчастіше ячменю або бенгальських грамів. В Одіші сатту або чатуа готують шляхом сухого обсмажування кеш'ю, мигдалю, пшона, ячменю та нуту та подрібнення до дрібного борошна. Традиційний спосіб приготування сатту передбачає використання залізної посудини, в якій зерна або грами обсмажують у піску. Потім їх просівають, а потім перемелюють у дрібне борошно.

## Географія
У Пакистані сатту поширений у провінціях Пенджаб і Сінд. Сатту поширений у штатах Маґадга, Біхар. Джаркханд та деякі інші регіони Індії поширилися з Маґадга, наприклад регіон Пурванчал в Уттар-Прадеш, Мадг'я-Прадеш, Делі.